# Караев, Алексей Алексеевич
Караев Алексей Алексеевич (22 декабря 1950, Каттакурган) — художник-живописец, график, скульптор, поп-арт, писатель, автор романа «Наногород-полигон», романа «Нано-бумеранг».

## Биография
Родился в городке Каттакурган (население 50 000 ч.), Узбекской ССР в 1950 г. Отец — директор районного шелководства, участник двух войн — Финской и Отечественной, мать — учительница физики и математики, старший брат — художник монументалист, младшая сестра — художник театра.
Детство провёл в Каттакургане, там же окончил среднюю школу. Далее следовали: учёба в художественном училище г. Душанбе и художественном институте в г. Ташкенте, посещение в течение многих лет Всесоюзного Дома Творчества «Сенеж», расположенного на берегу озера Сенеж в Солнечногорске, арендуемые мастерские в Москве, переезд в Москву с семьёй в 1991 г.
- 1991—1993 творил в мастерской в здании СЭВ на 31 этаже. Осенью 1993 разгромлена Макашовцами во время противостояния между Белым Домом и Кремлем. Картины находившиеся на тот момент в мастерской безвозвратно утеряны.
- 1992—1994 Президент творческого фонда «Виртуозы»
- 1992—1996 Президент Арт галереи гостиницы Рэдиссон САС Славянская

Персональные выставки в Москве, Италии, Люксембурге, Германии, а первые четыре картины попали в Советское время в музей Голландии. Вместе с выставками поездки по Европе, дружба с новыми людьми, знакомство с новым миром и новым мировоззрением.

## Значимые работы

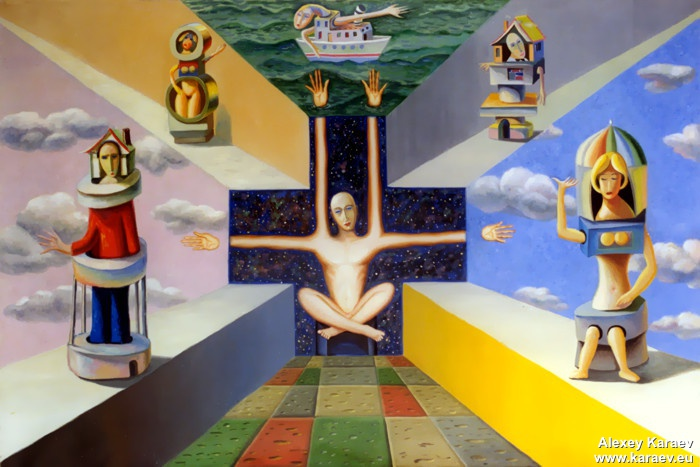
Одна из работ из серии «Искушение»

### Наногород-полигон
Роман «Наногород-полигон» — фантастический роман о мире нано-технологий, где реальность часто опережает фантастику. В романе использовано и описано большое количество нано-технологий. Люди, знакомые с нано-технологиями могут обнаружить, что часть описанных в книге нано-открытий уже существуют и доступны для открытой публики.
При описании деталей были использованы консультации специалистов из Корпорации Роснано. Роман издан в январе 2010 года.

### Серия Харизмы
В 2003 завершил серию «Харизмы» — произведение живописи общей площадью 25 кв.м. (Блок 5х5 метров, состоящий из 13 частей). Серия картин состоит из 957 сюжетов, каждый обладает своей оригинальной идеей. Часть работ находятся в частной коллекции в Италии, остальные работы находятся в собственности автора.

### Серия «Искушение»
В 2000 году закончил работу над серией картин «Искушение» из 13 холстов, каждый размером 2х3 метра. Общая площадь холстов составила 78 кв.м. Серия посвящена переосмыслению библейской темы 10 заповедей. В настоящее время работы находятся в частной коллекции в Италии.

## Выставки

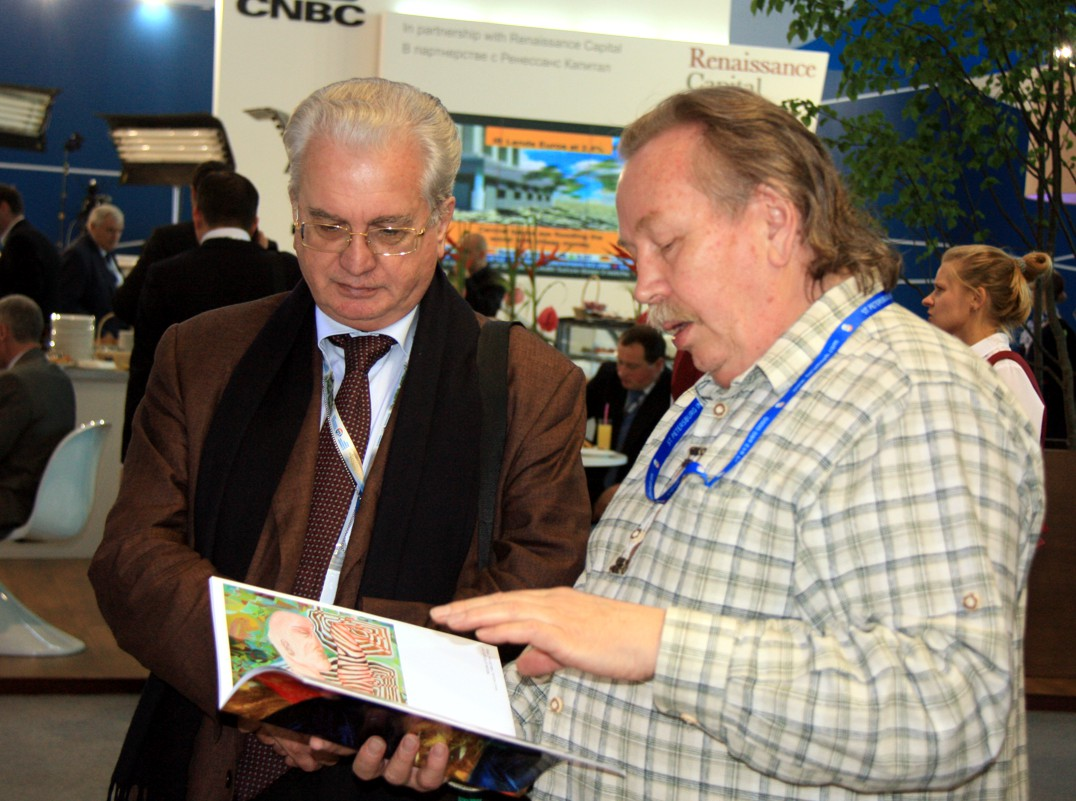
Директор Эрмитажа М.Б. Пиотровский у стенда художника А.А. Караева на Петербургском международном экономическом форуме в 2012г.

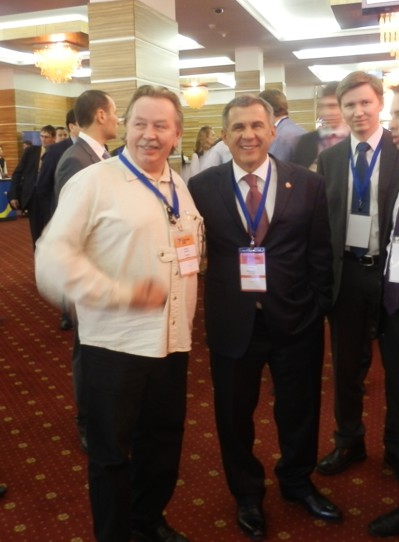
Алексей Караев и Рустам Минниханов на 7 Казанской венчурной ярмарке

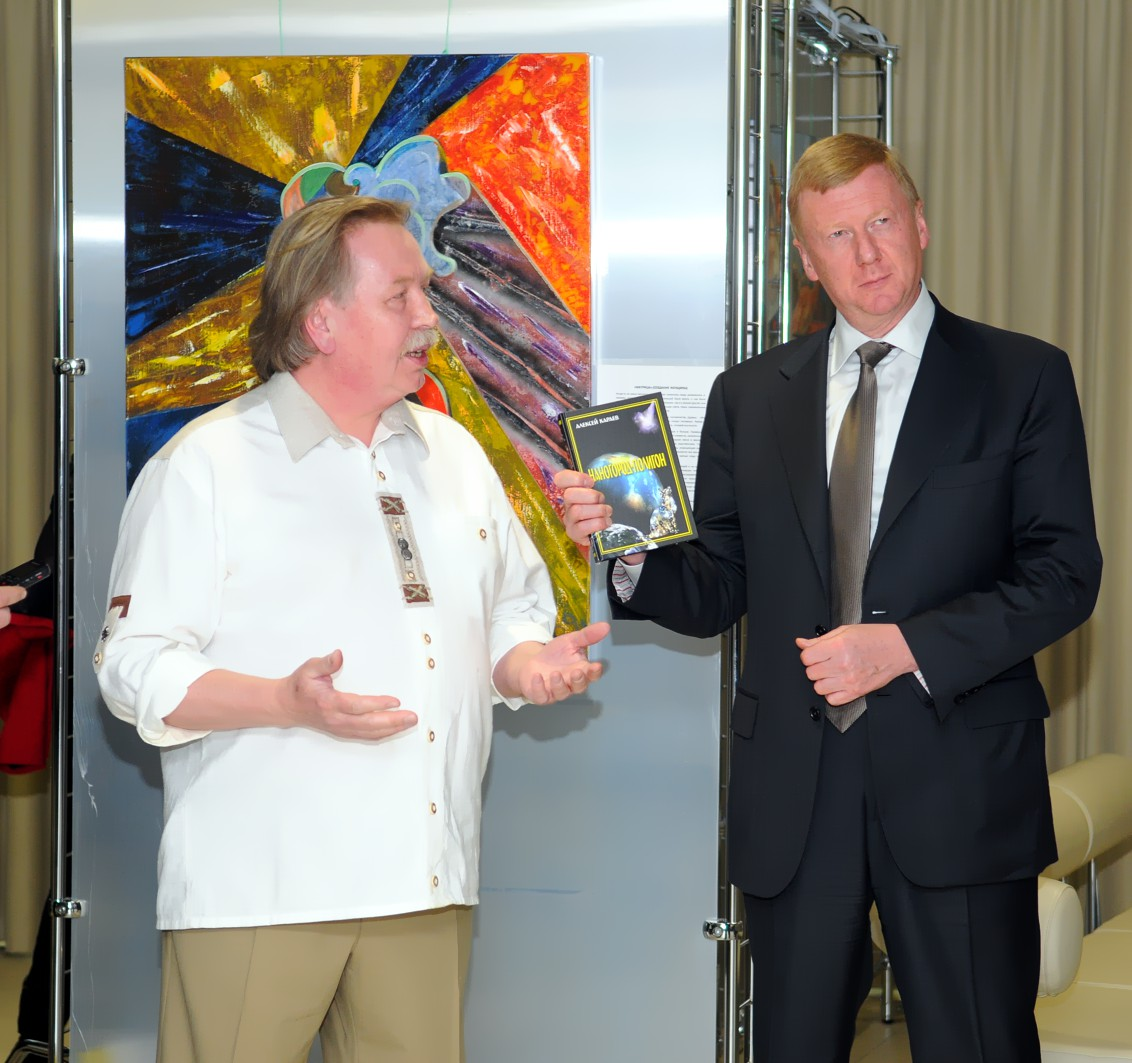
Выставка в ОАО Роснано в Москве

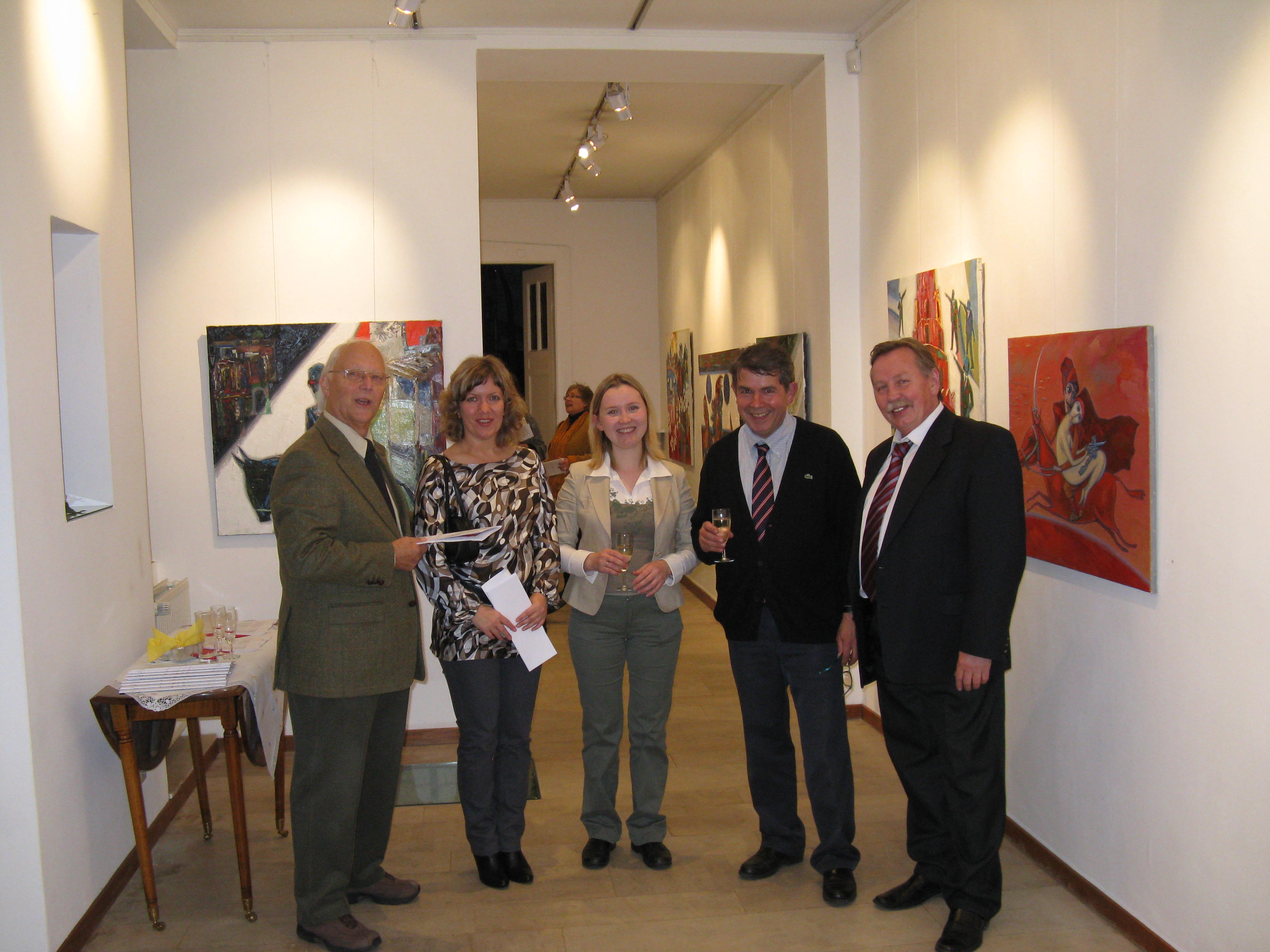
Выставка в Люксембурге

- 2012 - Выставка "Неуловимая реальность" (Искусство с нанотехнологиями) на VII Казанской Венчурной Ярмарке. Работы выполнены с применением флуоресцентных чернил на основе полупроводниковых квантовых точек.[1][2][3]
- 2012 - Выставка "Неуловимая реальность" (Искусство с нанотехнологиями) в ОАО Роснано, г. Москва. Работы выполнены с применением флуоресцентных чернил на основе полупроводниковых квантовых точек.[4][5][6][7][8]
- 2008 — Участие в выставке 1-й Международный салон искусств «Путь единства», Центральный дом художника, Москва (с 25.12.2008 по 11.01.2009)
- 2008 — Персональная выставка в Ноербурге, Германия
- 2008 — Персональная выставка в Люксембурге
- 2004 — Участие в весенней выставке «Зеленый чай», Центральный дом художника, Москва, Россия
- 2000 — Exhibition to 50-th anniversary of the artist in the city of Parma, Italy
- 2000 — Персональная выставка в Италии in Reggio Emilia (Italy)
- 1998—1999 — Серия персональных выставок в Германии: Галерея «Bose», г. Wittlich. Галерея «Dada Cave», Люксембург. Germany — gallery under City Hall of the city of Irrel.
- 1997 — Персональная выставка в Люксембурге «Farewell to black period».
- 1991 — Персональная выставка в Центральном Доме Художников. Москва.
- 1991 — Персональная выставка в коммерческом банке Красные Ворота, г. Москва
- 1990 — Персональная выставка в Центральном Доме Художников. Москва.
- 1988—1991 — Work in basement in Marina Raskova Street in Moscow. «Basement period»
- 1985—1991 — Поездки и работа в Всесоюзном Доме Творчества «Сенеж».
- 1984 — Первая персональная выставка во Дворце Творчества Молодежи г. Ташкента.

## География искусства
В частных коллекция находятся более 300 работ живописи по всему миру, в том числе:
- Италия: более 150 картин, 1000 листов графики и 40 Арт объектов[9]
- Германия: около 55 картин и серии графики
- Люксембург: 7 картин
- Голландия: 4 картины
- около 50 работ живописи в Узбекистане в том числе:
  - Ташкентский Центральный Музей Изобразительного Искусства: 1 картина
  - Министерство культуры Ташкента: 4 картины
  - Самаркандский музей дружбы народов: 1 картина
  - Художественный фонд Узбекистана: 20 картин
  - Ташкентский литературном музей: 1 картина
  - Каттакурганский городской музей: 5 картин
- В России: более 40 работ, в том числе:
  - Союз художников СССР г. Москва: 4 картины
  - Министерство культуры СССР: 2 картины
  - Музей МВД России, г. Москва: 1 картина

## Публикации в каталогах
- 2010 "ARSLONLA" (Москва). Творческий Союз Художников России, Российская Академия Художеств. Фундаментальный альбом энциклопедического масштаба. Экземпляры издания разосланы во все крупные музеи и библиотеки мира и крупные аукционные дома.[источник не указан 274 дня] Публикации представлены на стр. 116, 117, 756. Объем издания 800 страниц. Тираж 1000 экз. Издательство "Гайдмарк". ISBN 978-5-905009-01-3
- 2008 "1-й Международный салон искусств «Путь единства», посвящён 285-летию Российской академии художеств. Публикация представлена на стр. 195. Объем каталога 700 страниц.
- 2000 "Immagina. Mostra Mercato di Arte Contemporanea". Итальянский Альбом, посвящённый выставке 2000г, проходящей в Reggio Emilia (Italy). Публикации представлены на стр. 73, 158, 159. Объем издания 225 страниц.

## Награды
- 1993 — награждён почётной медалью ВВЦ за организацию и пропаганду искусства Юных Виртуозов Москвы
- С 1993 г. — Член Творческого Союза художников России.
- 1989 — 1 премия — картина года. Награждён Союзом Художников Узбекистана.
- С 1988 г. — Член Союза Художников СССР.